# Ensis (arme)
Pour les articles homonymes, voir Ensis.
 (mars 2024).
L’ensis est une arme à lame tranchante et/ou contondante du début du Moyen Âge, ayant une forme semblable à celle d'une épée. Le terme, issu du latin, est peu précis. L'épée a un pommeau, une garde avec des quillons et une lame tranchante et contondante à double tranchant, alors que l'ensis aurait plutôt un seul tranchant, pas de garde et une poignée à une ou deux mains sans réel rapport avec la longueur de la lame. L'ensis peut servir à la fois d'arme de poing (comme une épée) et d'arme de jet (comme une lance).
Si l'ensis avait ces caractéristiques si spécifiques, comme le simple tranchant, c'est parce qu'il était destiné aux membres de milices peu fortunés, qui n'avaient donc très généralement pas appris les arts de la lice ni le combat à l'épée, qui demande une adresse et une approche totalement différentes d'une arme à simple tranchant. De plus, l'épée est une arme chère, longue et difficile à produire, que les miliciens ne pouvaient s'offrir. L'ensis avait tout pour être produite en série de façon à équiper une armée ou une milice rapidement.
Ainsi, on peut considérer comme ensis les armes telles que le fauchon, le baselard, le dussak, le messer, le kriegmesser (ou langmesser), les scramasaxes les plus proches par leur taille d'une épée (langsax)...
Le terme ensis vient du latin et semble avoir été utilisé dès le début du Moyen Âge mais il semble qu'il soit plutôt vague, et ne caractérise rien de bien précis : ensis serait un terme générique pour désigner tout ce qui appartient au genre "épée" sans en être réellement une.